# Bestuurlijke indeling van de Europese Unie
Hieronder volgt een vereenvoudigd overzicht van de verschillende bestuurlijke indelingen van de 27 lidstaten van de Europese Unie.
Afhankelijk van de vorm van de bestuurlijke indeling in een bepaalde lidstaat is er gekozen voor een of twee lagen, en voor enkele deelstaten in Duitsland drie bestuurlijke lagen. Onder deze hieronder weergegeven bestuurlijke entiteiten vallen meestal de gemeenten, in sommige lidstaten zitten er echter nog een of meerdere bestuurlijke lagen tussen en/of onder.

## België
Brussels Hoofdstedelijk Gewest

### Vlaanderen
- Antwerpen
- Limburg
- Oost-Vlaanderen
- Vlaams-Brabant
- West-Vlaanderen

### Wallonië
- Henegouwen
- Luik
- Luxemburg
- Namen
- Waals-Brabant

## Bulgarije
- Blagoëvgrad
- Boergas
- Dobritsj
- Gabrovo
- Chaskovo
- Jambol
- Kardzjali
- Kjoestendil
- Lovetsj
- Montana
- Pazardzjik
- Pernik
- Pleven
- Plovdiv
- Razgrad
- Roese
- Sjoemen
- Silistra
- Sliven
- Smoljan
- Sofia (stad)
- Sofia (oblast)
- Stara Zagora
- Targovisjte
- Varna
- Veliko Tarnovo
- Vidin
- Vratsa

## Cyprus
- Famagusta
- Kyrenia
- Larnaca
- Limasol
- Nicosia
- Paphos

## Denemarken
- Hovedstaden
- Midden-Jutland
- Noord-Jutland
- Seeland
- Zuid-Denemarken

## Duitsland

### Baden-Württemberg
Freiburg
- Breisgau-Hochschwarzwald
- Emmendingen
- Freiburg im Breisgau (stad)
- Konstanz
- Lörrach
- Ortenaukreis
- Rottweil
- Schwarzwald-Baar-Kreis
- Tuttlingen
- Waldshut

  Karlsruhe
- Calw
- Baden-Baden (stad)
- Enz
- Freudenstadt
- Heidelberg (stad)
- Karlsruhe (district)
- Karlsruhe (stad)
- Mannheim (stad)
- Neckar-Odenwald-Kreis
- Pforzheim (stad)
- Rastatt
- Rhein-Neckar-Kreis

  Stuttgart
- Böblingen
- Esslingen
- Göppingen
- Heidenheim
- Heilbronn (district)
- Heilbronn (stad)
- Hohenlohekreis
- Ludwigsburg
- Main-Tauber-Kreis
- Ostalbkreis
- Rems-Murr-Kreis
- Schwäbisch Hall
- Stuttgart (stad)

  Tübingen
- Alb-Donau-Kreis
- Biberach
- Bodenseekreis
- Ravensburg
- Reutlingen
- Sigmaringen
- Tübingen
- Ulm (stad)
- Zollernalbkreis

### Beieren
Middel-Franken
- Ansbach (district)
- Ansbach (stad)
- Erlangen (stad)
- Erlangen-Höchstadt
- Fürth (district)
- Fürth (stad)
- Neustadt an der Aisch-Bad Windsheim
- Neurenberg (stad)
- Nürnberger Land
- Roth
- Schwabach (stad)
- Weißenburg-Gunzenhausen

  Neder-Beieren
- Deggendorf
- Dingolfing-Landau
- Freyung-Grafenau
- Kelheim
- Landshut (district)
- Landshut (stad)
- Passau (district)
- Passau (stad)
- Regen
- Rottal-Inn
- Straubing (stad)
- Straubing-Bogen

  Neder-Franken
- Aschaffenburg (district)
- Aschaffenburg (stad)
- Bad Kissingen
- Haßberge
- Kitzingen
- Main-Spessart
- Miltenberg
- Rhön-Grabfeld
- Schweinfurt (district)
- Schweinfurt (stad)
- Würzburg (district)
- Würzburg (stad)

  Opper-Beieren
- Altötting
- Bad Tölz-Wolfratshausen
- Berchtesgadener Land
- Dachau
- Ebersberg
- Eichstätt
- Erding
- Freising
- Fürstenfeldbruck
- Garmisch-Partenkirchen
- Ingolstadt (stad)
- Landsberg
- Miesbach
- Mühldorf am Inn
- München (district)
- München (stad)
- Neuburg-Schrobenhausen
- Pfaffenhofen an der Ilm
- Rosenheim (district)
- Rosenheim (stad)
- Starnberg
- Traunstein
- Weilheim-Schongau

  Opper-Franken
- Bayreuth (district)
- Bayreuth (stad)
- Bamberg (district)
- Bamberg (stad)
- Coburg (district)
- Coburg (stad)
- Forchheim
- Hof (district)
- Hof (stad)
- Kronach
- Kulmbach
- Lichtenfels
- Wunsiedel im Fichtelgebirge

  Opper-Palts
- Amberg (stad)
- Amberg-Sulzbach
- Cham
- Neumarkt in der Oberpfalz
- Neustadt an der Waldnaab
- Regensburg (district)
- Regensburg (stad)
- Schwandorf
- Tirschenreuth
- Weiden in der Oberpfalz (stad)

  Zwaben
- Aichach-Friedberg
- Augsburg (district)
- Augsburg (stad)
- Dillingen a. d. Donau
- Donau-Ries
- Günzburg
- Kaufbeuren (stad)
- Kempten (stad)
- Lindau
- Memmingen (stad)
- Neu-Ulm
- Oberallgäu
- Ostallgäu
- Unterallgäu

### Brandenburg
- Barnim
- Brandenburg an der Havel (stad)
- Cottbus (stad)
- Dahme-Spreewald
- Elbe-Elster
- Frankfurt (Oder) (stad)
- Havelland
- Märkisch-Oderland
- Oberhavel
- Oberspreewald-Lausitz
- Oder-Spree
- Ostprignitz-Ruppin
- Potsdam (stad)
- Potsdam-Mittelmark
- Prignitz
- Spree-Neiße
- Teltow-Fläming
- Uckermark

### Bremen
- Bremen
- Bremerhaven

### Hessen
Darmstadt
- Bergstraße
- Darmstadt (stad)
- Darmstadt-Dieburg
- Frankfurt am Main (stad)
- Groß-Gerau
- Hochtaunuskreis
- Main-Kinzig-Kreis
- Main-Taunus-Kreis
- Odenwaldkreis
- Offenbach (district)
- Offenbach am Main (stad)
- Rheingau-Taunus-Kreis
- Wetteraukreis
- Wiesbaden (stad)

  Gießen
- Lahn-Dill-Kreis
- Gießen
- Limburg-Weilburg
- Marburg-Biedenkopf
- Vogelsbergkreis

  Kassel
- Kassel (district)
- Kassel (stad)
- Fulda
- Schwalm-Eder-Kreis
- Hersfeld-Rotenburg
- Werra-Meißner-Kreis
- Waldeck-Frankenberg

### Mecklenburg-Voor-Pommeren
- Ludwigslust-Parchim
- Mecklenburgische Seenplatte
- Nordwestmecklenburg
- Rostock (district)
- Rostock (stad)
- Schwerin (stad)
- Vorpommern-Greifswald
- Vorpommern-Rügen

### Nedersaksen
- Ammerland
- Aurich
- Grafschaft Bentheim
- Braunschweig (stad)
- Celle
- Cloppenburg
- Cuxhaven
- Diepholz
- Eemsland
- Emden (stad)
- Friesland
- Gifhorn
- Goslar
- Göttingen
- Hamelen-Pyrmont
- Hannover
- Harburg
- Delmenhorst (stad)
- Helmstedt
- Hildesheim
- Holzminden
- Leer
- Lüchow-Dannenberg
- Lüneburg
- Nienburg
- Northeim
- Oldenburg (district)
- Oldenburg (stad)
- Osnabrück (district)
- Osnabrück (stad)
- Osterholz
- Osterode
- Peine
- Rotenburg (Wümme)
- Salzgitter (stad)
- Schaumburg
- Heidekreis
- Stade
- Uelzen
- Vechta
- Verden
- Wesermarsch
- Wilhelmshaven (stad)
- Wittmund
- Wolfenbüttel
- Wolfsburg (stad)

### Noordrijn-Westfalen
Arnsberg
- Bochum (stad)
- Dortmund (stad)
- Ennepe-Ruhr-Kreis
- Hagen (stad)
- Hamm (stad)
- Herne (stad)
- Hoogsauerlandkreis
- Märkischer Kreis
- Olpe
- Siegen-Wittgenstein
- Soest
- Unna

  Detmold
- Bielefeld (stad)
- Gütersloh
- Herford
- Höxter
- Lippe
- Minden-Lübbecke
- Paderborn

  Düsseldorf
- Düsseldorf (stad)
- Duisburg (stad)
- Essen (stad)
- Kleef
- Krefeld (stad)
- Mettmann
- Mönchengladbach (stad)
- Mülheim an der Ruhr (stad)
- Oberhausen (stad)
- Remscheid (stad)
- Rhein-Kreis Neuss
- Solingen (stad)
- Viersen
- Wesel
- Wuppertal (stad)

  Keulen
- Aken (district)
- Aken (stad)
- Bonn (stad)
- Düren
- Euskirchen
- Heinsberg
- Keulen (stad)
- Leverkusen (stad)
- Oberbergischer Kreis
- Rhein-Erft-Kreis
- Rhein-Sieg-Kreis
- Rheinisch-Bergischer Kreis

  Münster
- Borken
- Bottrop (stad)
- Coesfeld
- Gelsenkirchen (stad)
- Münster (stad)
- Recklinghausen
- Steinfurt
- Warendorf

### Rijnland-Palts
- Ahrweiler
- Altenkirchen
- Alzey-Worms
- Bad Dürkheim
- Bad Kreuznach
- Bernkastel-Wittlich
- Birkenfeld
- Cochem-Zell
- Donnersbergkreis
- Eifelkreis Bitburg-Prüm
- Germersheim
- Kaiserslautern (district)
- Kaiserslautern (stad)
- Koblenz (stad)
- Kusel
- Landau in der Pfalz (stad)
- Ludwigshafen am Rhein (stad)
- Mainz (stad)
- Mainz-Bingen
- Mayen-Koblenz
- Neustadt an der Weinstraße (stad)
- Neuwied
- Pirmasens (stad)
- Rhein-Hunsrück
- Rhein-Lahn-Kreis
- Rhein-Pfalz-Kreis
- Speyer (stad)
- Südliche Weinstraße
- Südwestpfalz
- Trier (stad)
- Trier-Saarburg
- Vulkaneifel
- Westerwaldkreis
- Worms (stad)
- Zweibrücken (stad)

### Saarland
- Merzig-Wadern
- Neunkirchen
- Saarbrücken
- Saarlouis
- Saarpfalz-Kreis
- St. Wendel

### Saksen
Chemnitz
- Chemnitz (stad)
- Erzgebirgskreis
- Mittelsachsen
- Vogtlandkreis
- Zwickau

  Dresden
- Bautzen
- Dresden (stad)
- Görlitz
- Meißen
- Sächsische Schweiz-Osterzgebirge

  Leipzig
- Leipzig (stad)
- Leipzig (district)
- Nordsachsen

### Saksen-Anhalt
- Altmarkkreis Salzwedel
- Anhalt-Bitterfeld
- Börde
- Burgenlandkreis
- Dessau-Roßlau (stad)
- Halle (stad)
- Harz
- Jerichower Land
- Maagdenburg (stad)
- Mansfeld-Südharz
- Saalekreis
- Salzland
- Stendal
- Wittenberg

### Sleeswijk-Holstein
- Dithmarschen
- Herzogtum Lauenburg
- Flensburg (stad)
- Kiel (stad)
- Lübeck (stad)
- Neumünster (stad)
- Noord-Friesland
- Oost-Holstein
- Pinneberg
- Plön
- Rendsburg-Eckernförde
- Sleeswijk-Flensburg
- Segeberg
- Steinburg
- Stormarn

### Thüringen
- Altenburger Land
- Eichsfeld
- Eisenach (stad)
- Erfurt (stad)
- Gera (stad)
- Gotha
- Greiz
- Hildburghausen
- Ilm-Kreis
- Jena (stad)
- Kyffhäuserkreis
- Nordhausen
- Saale-Holzland-Kreis
- Saale-Orla-Kreis
- Saalfeld-Rudolstadt
- Schmalkalden-Meiningen
- Sömmerda
- Sonneberg
- Suhl (stad)
- Unstrut-Hainich-Kreis
- Wartburgkreis
- Weimar (stad)
- Weimarer Land

## Estland
- Harjumaa
- Hiiumaa
- Ida-Virumaa
- Järvamaa
- Jõgevamaa
- Läänemaa
- Lääne-Virumaa
- Pärnumaa
- Põlvamaa
- Raplamaa
- Saaremaa
- Tartumaa
- Valgamaa
- Viljandimaa
- Võrumaa

## Finland
Åland

### Vasteland van Finland
- Lapland
- Noord-Karelië
- Noord-Savo
- Zuid-Savo
- Kainuu
- Noord-Österbotten
- Centraal-Finland
- Centraal-Österbotten
- Österbotten
- Pirkanmaa
- Satakunta
- Varsinais-Suomi
- Zuid-Österbotten
- Kanta-Häme
- Kymenlaakso
- Oost-Uusimaa
- Päijät-Häme
- Uusimaa
- Zuid-Karelië

## Frankrijk

### Auvergne-Rhône-Alpes
- Ain
- Allier
- Ardèche
- Cantal
- Drôme
- Haute-Loire
- Haute-Savoie
- Isère
- Loire
- Puy-de-Dôme
- Rhône
- Savoie

### Bourgondië-Franche-Comté
- Côte-d'Or
- Doubs
- Haute-Saône
- Jura
- Nièvre
- Saône-et-Loire
- Territoire de Belfort
- Yonne

### Bretagne
- Côtes-d'Armor
- Finistère
- Ille-et-Vilaine
- Morbihan

### Centre-Val de Loire
- Cher
- Eure-et-Loir
- Indre
- Indre-et-Loire
- Loir-et-Cher
- Loiret

### Corsica
- Corse-du-Sud
- Haute-Corse

### Grand Est
- Ardennes
- Aube
- Bas-Rhin
- Haute-Marne
- Haut-Rhin
- Marne
- Meurthe-et-Moselle
- Meuse
- Moselle
- Vosges

### Hauts-de-France
- Aisne
- Noorderdepartement
- Oise
- Pas-de-Calais
- Somme

### Île-de-France
- Essonne
- Hauts-de-Seine
- Parijs
- Seine-et-Marne
- Seine-Saint-Denis
- Val-de-Marne
- Val-d'Oise
- Yvelines

### Normandië
- Calvados
- Eure
- Manche
- Orne
- Seine-Maritime

### Nouvelle-Aquitaine
- Corrèze
- Creuse
- Deux-Sèvres
- Dordogne
- Gironde
- Haute-Vienne
- Landes
- Lot-et-Garonne
- Pyrénées-Atlantiques
- Vienne

### Occitanie
- Ariège
- Aude
- Aveyron
- Gard
- Gers
- Haute-Garonne
- Hérault
- Hoge Pyreneeën
- Lot
- Lozère
- Pyrénées-Orientales
- Tarn
- Tarn-et-Garonne

### Pays de la Loire
- Loire-Atlantique
- Maine-et-Loire
- Mayenne
- Sarthe
- Vendée

### Provence-Alpes-Côte d'Azur
- Alpes-de-Haute-Provence
- Alpes-Maritimes
- Bouches-du-Rhône
- Hautes-Alpes
- Var
- Vaucluse

## Griekenland
- Attika
- Centraal-Griekenland
- Centraal-Macedonië
- Kreta
- Oost-Macedonië en Thracië
- Epirus
- Ionische Eilanden
- Noord-Egeïsche Eilanden
- Peloponnesos
- Zuid-Egeïsche Eilanden
- Thessalië
- West-Griekenland
- West-Macedonië

## Hongarije
- Bács-Kiskun
- Baranya
- Békés
- Boedapest
- Borsod-Abaúj-Zemplén
- Csongrád
- Fejér
- Győr-Moson-Sopron
- Hajdú-Bihar
- Heves
- Jász-Nagykun-Szolnok
- Komárom-Esztergom
- Nógrád
- Pest
- Somogy
- Szabolcs-Szatmár-Bereg
- Tolna
- Vas
- Veszprém
- Zala

## Ierland
- Carlow
- Cavan
- Clare
- Cork
- Donegal
- Dublin
- Galway
- Kerry
- Kildare
- Kilkenny
- Laois
- Leitrim
- Limerick
- Longford
- Louth
- Mayo
- Meath
- Monaghan
- Offaly
- Roscommon
- Sligo
- Tipperary
- Waterford
- Westmeath
- Wexford
- Wicklow

## Italië
Valle d'Aosta

### Abruzzen
- L'Aquila
- Chieti
- Pescara
- Teramo

### Apulië
- Bari
- Brindisi
- Foggia
- Barletta-Andria-Trani
- Lecce
- Tarente

### Basilicata
- Matera
- Potenza

### Calabrië
- Catanzaro
- Cosenza
- Crotone
- Reggio Calabria
- Vibo Valentia

### Campania
- Avellino
- Benevento
- Caserta
- Napels
- Salerno

### Emilia-Romagna
- Bologna
- Ferrara
- Forlì-Cesena
- Modena
- Parma
- Piacenza
- Ravenna
- Reggio nell'Emilia
- Rimini

### Friuli-Venezia Giulia
- Gorizia
- Pordenone
- Triëste
- Udine

### Latium
- Frosinone
- Latina
- Rieti
- Rome
- Viterbo

### Ligurië
- Genua
- Imperia
- La Spezia
- Savona

### Lombardije
- Bergamo
- Brescia
- Como
- Cremona
- Lecco
- Lodi
- Mantua
- Milaan
- Pavia
- Sondrio
- Varese

### Marche
- Ancona
- Ascoli Piceno
- Macerata
- Pesaro e Urbino
- Fermo

### Molise
- Campobasso
- Isernia

### Piëmont
- Alessandria
- Asti
- Biella
- Cuneo
- Novara
- Turijn
- Verbano-Cusio-Ossola
- Vercelli

### Sardinië
- Cagliari
- Carbonia-Iglesias
- Medio Campidano
- Nuoro
- Ogliastra
- Olbia-Tempio
- Oristano
- Sassari

### Sicilië
- Agrigento
- Caltanissetta
- Catania
- Enna
- Messina
- Palermo
- Ragusa
- Syracuse
- Trapani

### Toscane
- Arezzo
- Florence
- Grosseto
- Livorno
- Lucca
- Massa-Carrara
- Pisa
- Pistoia
- Prato
- Siena

### Trentino-Zuid-Tirol
- Bozen-Zuid-Tirol
- Trente

### Umbrië
- Perugia
- Terni

### Veneto
- Belluno
- Padua
- Rovigo
- Treviso
- Venetië
- Verona
- Vicenza

## Kroatië
Kroatië heeft 21 provincies.

## Letland
- Alūksne
- Balvi
- Bauska
- Cēsis
- Daugavpils (district)
- Daugavpils (stad)
- Dobele
- Gulbene
- Jelgava (district)
- Jelgava (stad)
- Jūrmala
- Krāslava
- Kuldīga
- Liepāja (district)
- Liepāja (stad)
- Limbaži
- Madona
- Ogre
- Preiļi
- Rēzekne (district)
- Rēzekne (stad)
- Rīga (district)
- Rīga (stad)
- Saldus
- Tukums
- Valka
- Valmiera
- Ventspils (district)
- Ventspils (stad)

## Litouwen
- Alytus
- Kaunas
- Klaipėda
- Marijampolė
- Panevėžys
- Šiauliai
- Tauragė
- Telšiai
- Utena
- Vilnius

## Luxemburg
- Diekirch
- Grevenmacher
- Luxemburg

## Nederland
- Drenthe
- Flevoland
- Friesland/Fryslân
- Gelderland
- Groningen
- Limburg
- Noord-Brabant
- Noord-Holland
- Overijssel
- Utrecht
- Zeeland
- Zuid-Holland

## Oostenrijk

### Burgenland
- Eisenstadt
- Eisenstadt-Umgebung
- Güssing
- Jennersdorf
- Mattersburg
- Neusiedl am See
- Oberpullendorf
- Oberwart
- Rust

### Karinthië
- Feldkirchen
- Hermagor
- Klagenfurt-Land
- Klagenfurt
- St. Veit an der Glan
- Spittal an der Drau
- Villach-Land
- Villach
- Völkermarkt
- Wolfsberg

### Neder-Oostenrijk
- Amstetten
- Baden
- Bruck an der Leitha
- Gmünd
- Gänserndorf
- Hollabrunn
- Horn
- Korneuburg
- Krems an der Donau
- Krems-Land
- Lilienfeld
- Melk
- Mistelbach
- Mödling
- Neunkirchen
- St. Pölten-Land
- Scheibbs
- St. Pölten
- Tulln
- Waidhofen an der Thaya
- Waidhofen an der Ybbs
- Wien-Umgebung
- Wiener Neustadt-Land
- Wiener Neustadt
- Zwettl

### Opper-Oostenrijk
- Braunau am Inn
- Eferding
- Freistadt
- Gmunden
- Grieskirchen
- Kirchdorf an der Krems
- Linz-Land
- Linz
- Perg
- Ried im Innkreis
- Rohrbach
- Schärding
- Steyr
- Steyr-Land
- Urfahr-Umgebung
- Vöcklabruck
- Wels
- Wels-Land

### Salzburg
- Hallein
- Salzburg
- Salzburg-Umgebung
- St. Johann im Pongau
- Tamsweg
- Zell am See

### Stiermarken
- Bruck an der Mur
- Deutschlandsberg
- Feldbach
- Fürstenfeld
- Graz-Umgebung
- Graz
- Hartberg
- Judenburg
- Knittelfeld
- Leibnitz
- Leoben
- Liezen
- Murau
- Mürzzuschlag
- Radkersburg
- Voitsberg
- Weiz

### Tirol
- Imst
- Innsbruck-Land
- Innsbruck
- Kitzbühel
- Kufstein
- Landeck
- Lienz
- Reutte
- Schwaz

### Vorarlberg
- Bludenz
- Bregenz
- Dornbirn
- Feldkirch

## Polen
- Ermland-Mazurië
- Groot-Polen
- Klein-Polen
- Koejavië-Pommeren
- Łódź
- Lublin
- Lubusz
- Mazovië
- Neder-Silezië
- Opole
- Podlachië
- Pommeren
- Silezië
- Subkarpaten
- Święty Krzyż
- West-Pommeren

## Portugal
Azoren 

Madeira

### Vasteland van Portugal
- Aveiro
- Beja
- Braga
- Bragança
- Castelo Branco
- Coimbra
- Évora
- Faro
- Guarda
- Leiria
- Lissabon
- Portalegre
- Porto
- Santarém
- Setúbal
- Viana do Castelo
- Vila Real
- Viseu

## Roemenië
- Alba
- Arad
- Argeș
- Bacău
- Bihor
- Bistrița-Năsăud
- Boekarest
- Botoşani
- Brașov
- Brăila
- Buzău
- Caraș-Severin
- Cluj
- Constanța
- Covasna
- Călărași
- Dolj
- Dâmbovița
- Galați
- Giurgiu
- Gorj
- Harghita
- Hunedoara
- Ialomița
- Iași
- Ilfov
- Maramureș
- Mehedinți
- Mureș
- Neamț
- Olt
- Prahova
- Satu Mare
- Sibiu
- Suceava
- Sălaj
- Teleorman
- Timiș
- Tulcea
- Vaslui
- Vrancea
- Vâlcea

## Slowakije
- Banská Bystrica
- Bratislava
- Košice
- Nitra
- Prešov
- Trenčín
- Trnava
- Žilina

## Spanje
Asturië 

Balearen 

Cantabrië 

Ceuta 

La Rioja 

Madrid 

Melilla 

Murcia 

Navarra

### Andalusië
- Córdoba
- Granada
- Huelva
- Jaén
- Málaga
- Sevilla

### Aragón
- Huesca
- Teruel
- Zaragoza

### Baskenland
- Álava
- Biskaje
- Gipuzkoa

### Canarische Eilanden
- Las Palmas
- Santa Cruz de Tenerife

### Castilië-La Mancha
- Albacete
- Ciudad Real
- Cuenca
- Guadalajara
- Toledo

### Castilië en León
- Ávila
- Burgos
- León
- Palencia
- Salamanca
- Segovia
- Soria
- Valladolid
- Zamora

### Catalonië
- Barcelona
- Girona
- Lleida
- Tarragona

### Extremadura
- Badajoz
- Cáceres

### Galicië
- A Coruña
- Lugo
- Ourense
- Pontevedra

### Valencia
- Alicante
- Castellón
- Valencia

## Tsjechië
- Karlsbad
- Ústí nad Labem
- Liberec
- Hradec Králové (regio)
- Pardubice
- Olomouc
- Moravisch-Silezische Regio
- Pilsen
- Midden-Bohemen
- Praag
- Zuid-Boheemse Regio
- Vysočina
- Zuid-Moravische Regio
- Zlín

## Zweden
- Blekinge
- Dalarna
- Gävleborg
- Gotland
- Halland
- Jämtland
- Jönköping
- Kalmar
- Kronoberg
- Norrbotten
- Örebro
- Östergötland
- Skåne
- Södermanland
- Stockholm
- Uppsala
- Värmland
- Västerbotten
- Västernorrland
- Västmanland
- Västra Götaland